# 全民·造星級店長
《全民·造星級店長》（英語：One Day Store Manager）是香港電視娛樂製作的真人騷，亦是香港旅遊發展局「旅遊‧就在香港」的「優質旅遊服務」宣傳節目。由《Good Night Show 全民造星》冠軍姜濤和《全民造星II》冠軍吳啟洋主持，在2021年12月11日至12月18日逢星期六23:15-23:30於ViuTV播映。兩位主持會分別體驗成為咖啡店和時裝店的店長，接受節目組預先安排的情景考驗。